# Montague (Michigan)
Montague – miasto w Stanach Zjednoczonych, w stanie Michigan, w hrabstwie Muskegon.